# تنوع جيولوجي

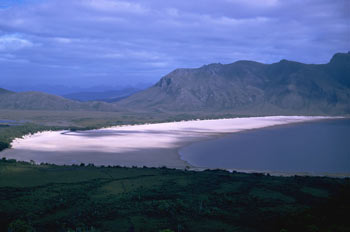
بحيرة بيدر، جنبو غرب تسمانيا، قبل أن تتعرض للغرق كجزء من التنمية الكهرومائية. غرق هذه التركيبة الفريدة من التكونات الأرضية وهذا المعلم البارز الجغرافي تحت ما عمقه 15 مترًا من المياه كان أحد الدوافع لصياغة فلسفة الحفاظ على المواقع الجيولوجية.

التنوع الجيولوجي هو مجموعة متنوعة من المواد والتكوينات والعمليات الكامنة في الأرض والتي تشكل الأرض، كلها أو جزءًا منها، وتمنحها شكلها النهائي. تشمل المواد ذات الصلة المعادن والصخور والترسبات] والحفريات ومكونات التربة والمياه. وقد تتألف التكوينات من الطيات والفوالق والتكوينات الأرضية وغيرها من التعبيرات الدلالية والعلاقات بين وحدات المواد الأرضية. أي عملية طبيعية يتواصل تأثيرها على المادة أو التكوين (على سبيل المثال التكتونيات وتحرك الترسبات وتكون التربة) أو تحافظ عليها أو تغيرها، تمثل جانبًا آخر من التنوع الجيولوجي. ومع ذلك لا يشمل التعريف الاعتيادي للتنوع الجيولوجي التأثير البشري المادي أو المتعلق بتخطيط الأراضي من خلال المناظر الطبيعية أو غير ذلك من التأثيرات البارزة.

## نظرة عامة
لم يتوزع التنوع الجيولوجي ولم يخضع للدراسة بشكل متماثل عبر مختلف أجزاء الكوكب. تحديد مناطق التنوع الجيولوجي (مثل جزر بريطانيا العظمى وتاسمانيا) قد يكون دالاً ليس فقط على توزيع التنوع الجيولوجي، بل وعلى حالة مبادرات الحفاظ على المواقع الجيولوجية. في هذا الصدد، تجدر ملاحظة أن التنوع الحيوي في النظام البيئي ينشأ جزئيًا على أقل تقدير من خصائصه الجيولوجية الكامنة. ومع تواصل غياب أي نوع من الوصف لغالبية الأنواع الحيوية، فإن تصنيف التنوع الجيولوجي وتحديد كمياته ليس عبارة عن ممارسة بحتة للتصنيف الجيولوجي، بل هو جزء ضروري من جهود المحافظة الناضجة على الطبيعة، والتي تتطلب كذلك صياغة منهج يستند إلى الأخلاق الجيولوجية.

## كتابات أخرى
- Osborne, R.A.L., 2000. Presidential Address for 1999-2000. Geodiversity: “green” geology in action. Proc. Linn. Soc. NSW. 122, pp. 149–173.